# Yeghvard
Yeghvard (armenio: Եղվարդ) es una comunidad urbana de Armenia perteneciente a la provincia de Kotayk'.
En 2011 tiene 11 672 habitantes.
El topónimo es un compuesto de las palabras yeghi ("olor" o "aroma") y vard ("rosa"), y deriva de la ubicación de la localidad en un área boscosa con diversas especies de flores aromáticas. Se conoce la existencia de la localidad desde el siglo VI, pero restos arqueológicos demuestran que la zona lleva habitada desde el siglo II antes de Cristo, pudiendo ser uno de los asentamientos más antiguos de Armenia. Obtuvo el estatus de asentamiento de tipo urbano en 1972 y desde la década de 1980 es un destacado núcleo industrial.
Se ubica en la periferia septentrional de Ereván, en el cruce de las carreteras H4 y H6.